# Брокоф, Ян

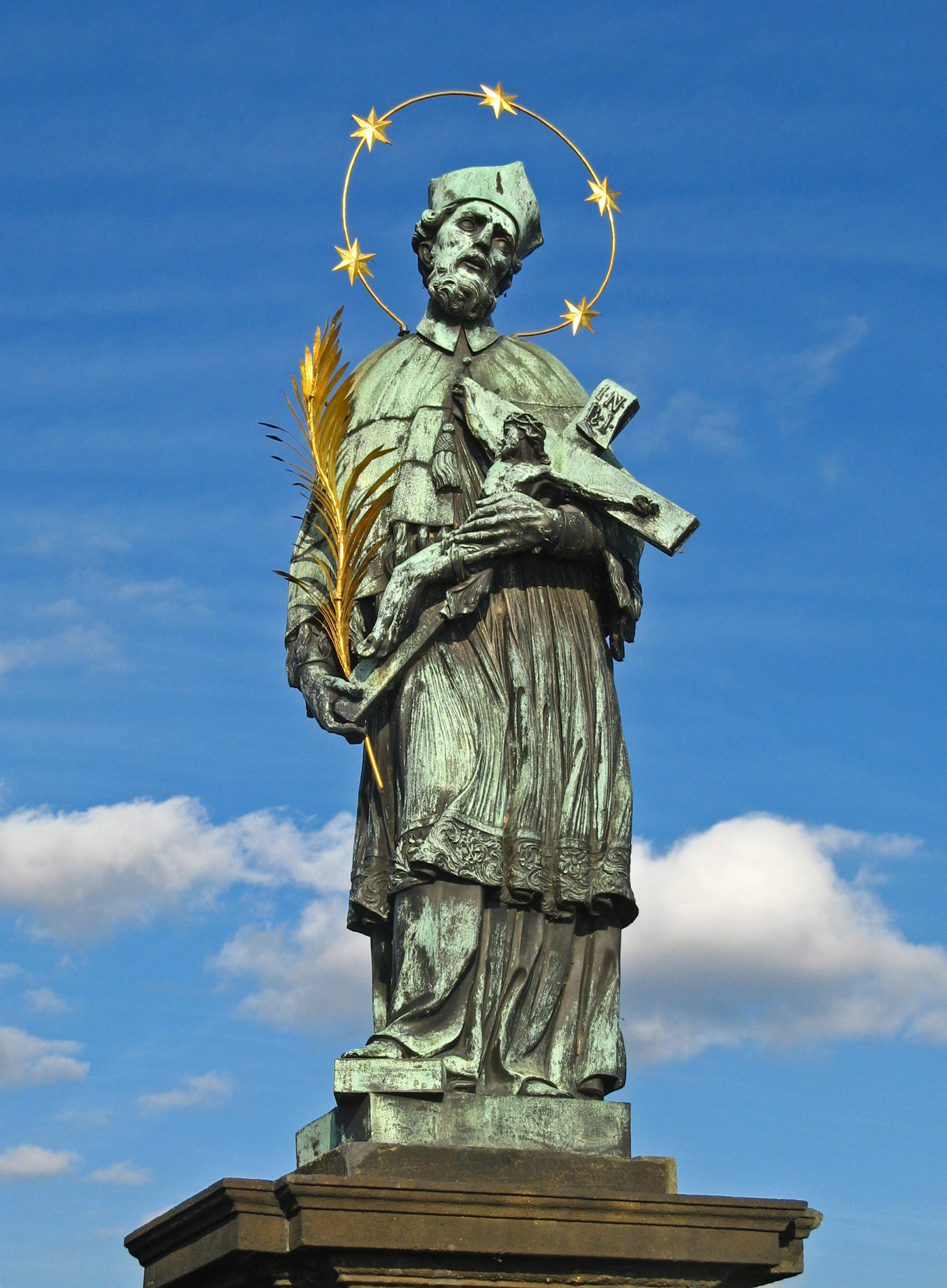
Скульптура св. Яна Непомуцкого. Карлов мост. Прага

Ян Брокоф (известный также как Иоганн Брокофф) (нем. Johann Brokoff, чеш. Jan Brokoff, 1652, Спишска-Собота (ныне часть Попрада, Словакия) — 1718, Прага) — чешский скульптор и резчик по дереву, один из лучших творцов эпохи барокко в Чехии.

## Биография

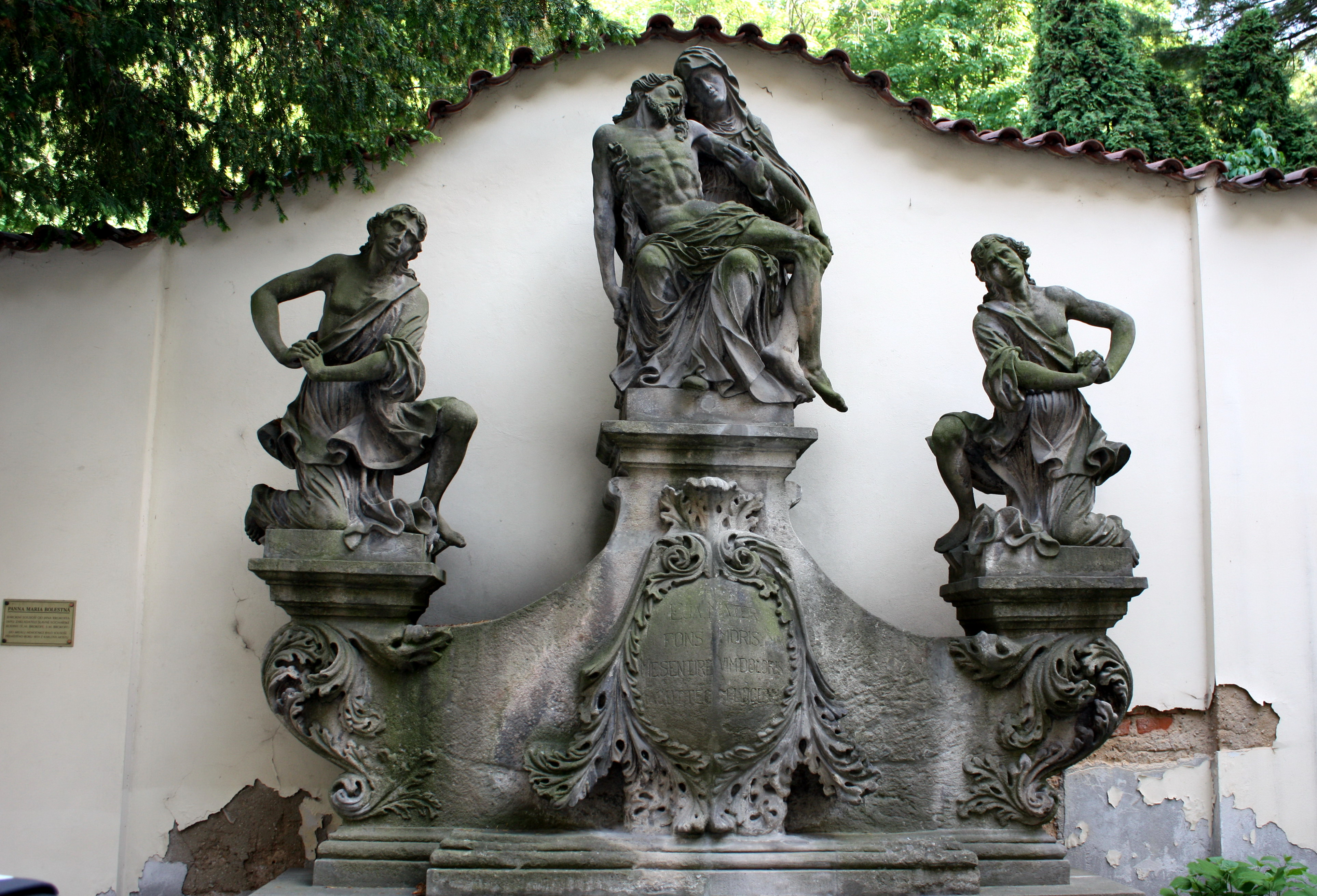
Пьета (1695)

Немецкого происхождения. Отец известных чешских скульпторов Михала и Фердинанда.
В 1675 оставил Словакию и работал, главным образом, в городах на западе Чехии. С 1692 поселился в Праге. Имел собственную мастерскую, которой руководил до смерти в 1721, после чего её владельцем стал старший сын Михал, а после его смерти, мастерская перешла к Фердинанту.

## Творчество
Работы приписываемые Яну Брокофу специалисты разделяют на два этапа: произведения выполненные самостоятельно и вместе с сыновьями, в основном, Фердинантом.
Образцы своих персонажей черпал из греческой мифологии, создал множество сакральных (культовых) произведений. К его наиболее известным произведениям принадлежит скульптура святого Яна Непомуцкого, которую в 1683 году установили на Карловом мосте в Праге. Скульптуры Я. Брокофа находятся на манетинском кладбище, в клаштерецком парке, во внутреннем дворе замка Червеный градок и в таховской Церкви Девы Марии. Основал выдающуюся скульптурную и резчицкую мастерскую в Праге.
В 1695 году Брокоф создал скульптуру «Пьета» для Карлова моста в городе Прага.

## Избранные работы
- деревянная модель скульптуры св. Яна Непомуцкого, которую позже отлили в бронзе для пражского Карлова моста (1683),
- скульптуры св. Иосифа и Креста Иисуса (уничтожены во время Революции 1848—1849 годов),
- скульптуры в костеле св. Варвары в Манетине
- скульптуры в замке г. Клаштерец-над-Огржи,
- скульптуры в замке Червены Градек
- скульптурное изображение турка, стерегущего находящихся в плену христиан, установлена на Карловом мосту в 1714 году и считается одной из самых популярных скульптурных групп.

## Галерея

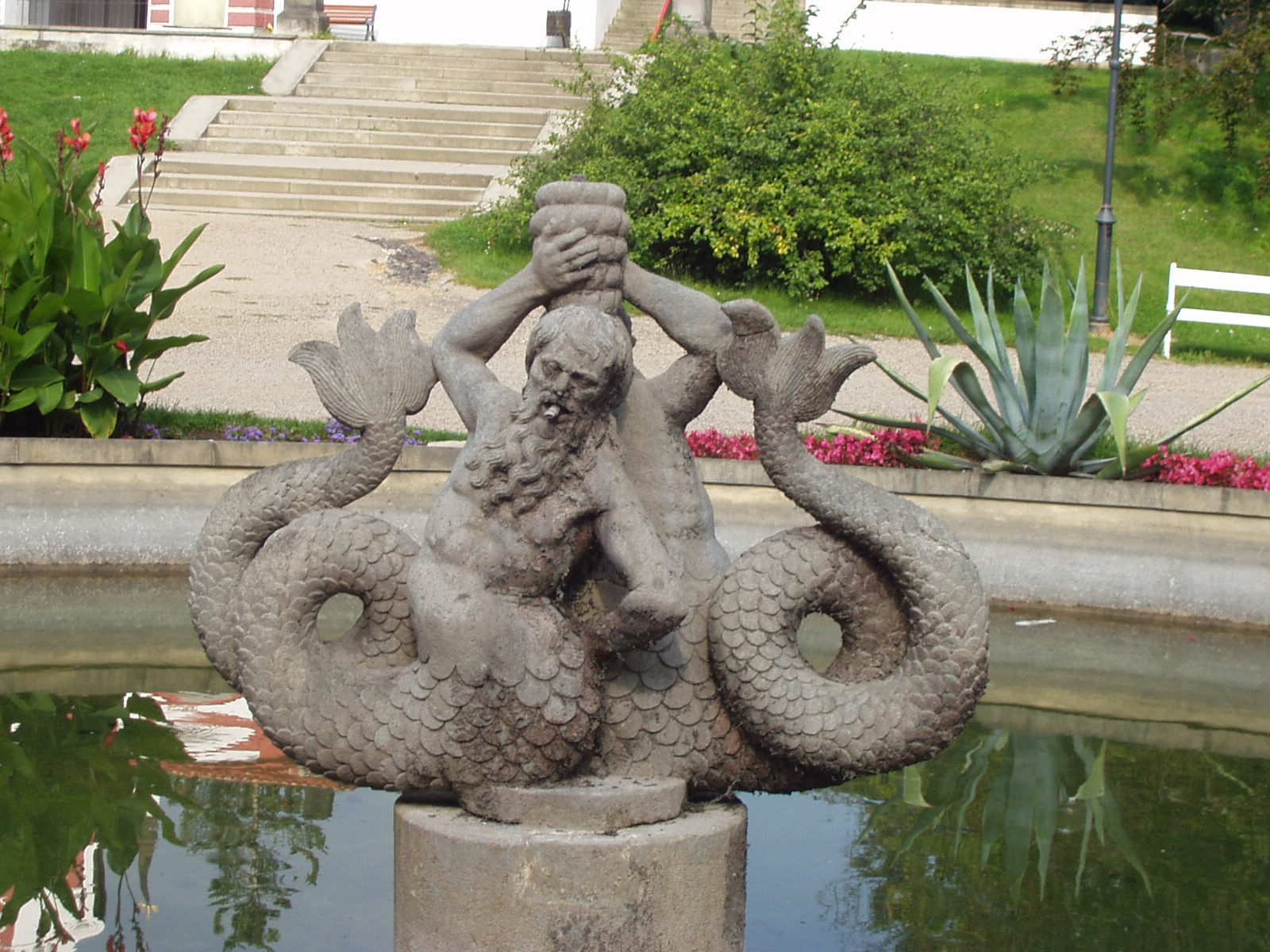
Фонтан «Тритон»
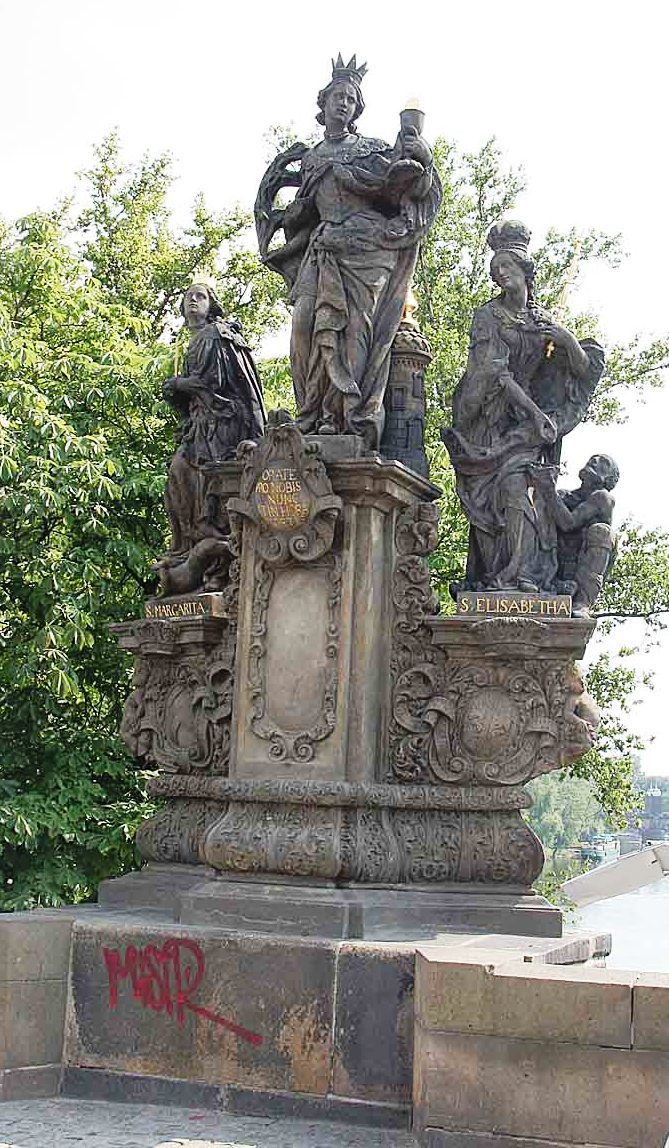
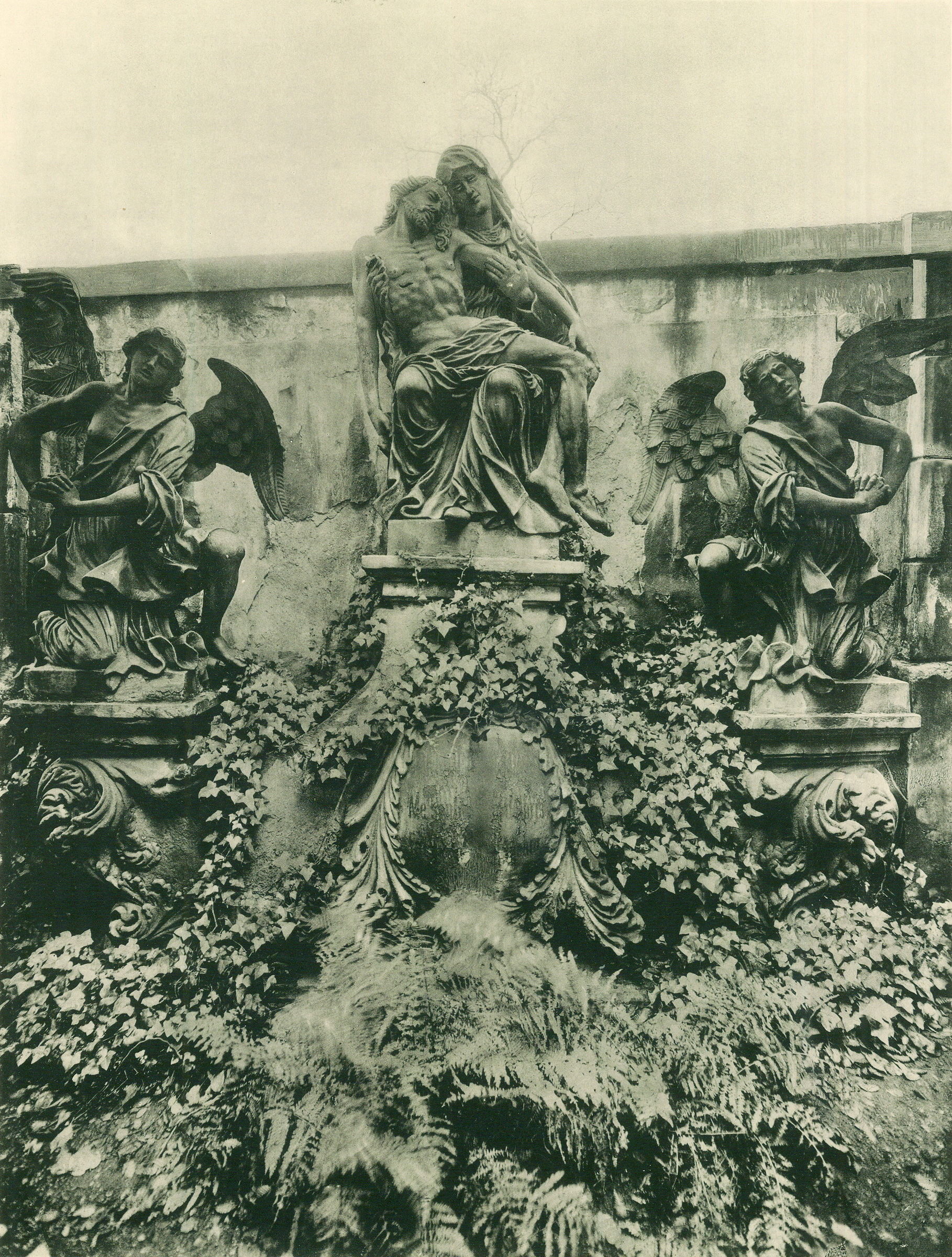